# Ongaku no susume
Ongaku no susume (音楽ノススメ? "Musica consigliata") è il secondo album discografico del gruppo musicale giapponese HALCALI, pubblicato il 24 novembre 2004. Rimase nella classifica giapponese Oricon per sette settimane, raggiungendo la ventiquattresima posizione. È un mix di melodie J-pop, hip hop e rap.

## Tracce
1. INTRODUCTION - 0:34
2. Fuwa Fuwa Brand New (フワフワ・ブランニュー) - 4:43
3. Marching March (マーチングマーチ) - 5:24
4. Strawberry Chips (ストロベリーチップス) - 6:04
5. Hare doki doki (晴れ時ドキ) - 5:48
6. OBOROGE COPY VIEW - 4:39
7. HISTORY - 2:09
8. Shibafu feat. Tanikawa Juntaro (芝生 feat.谷川俊太郎) - 6:15
9. Wakakusa Dance feat. Uta Maru (若草DANCE feat.宇多丸) - 4:08
10. BABY BLUE! - 4:43
11. Densetsu no futari (伝説の2人) - 3:35
12. Continued (コンティニュード) - 3:10